# ユヴァル・ザリアウク

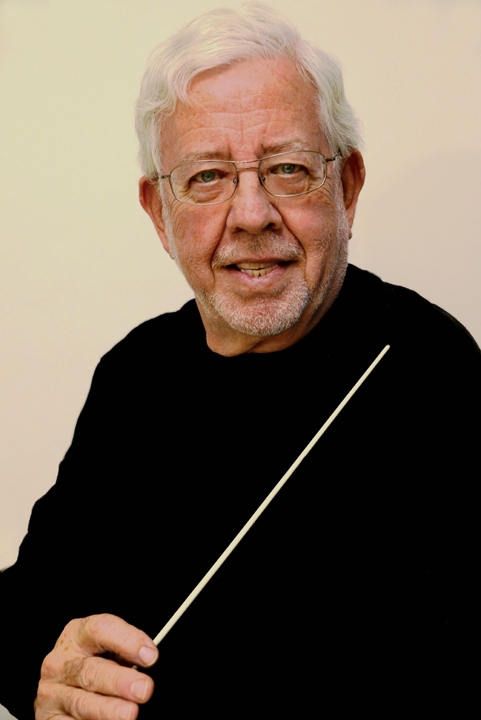
ユヴァル・ザリアウク

ユヴァル・ザリアウク（ヘブライ語: יובל צליוק, ラテン文字転写例：Yuval Zaliouk, 1939年2月10日 - ）は、イギリス委任統治領パレスチナ出身の指揮者。
ハイファ出身。音楽家だった両親に音楽の手ほどきを受け、地元の音楽院でピアノ、トロンボーンと打楽器を専攻する。ヘブライ大学に進学して法学を修めたが、並行してルービン音楽院でメンディ・ロダンに指揮法を師事した。1965年にアメリカ＝イスラエル文化基金の主宰する指揮者コンクールに参加して、ロンドンのギルドホール音楽学校への奨学金を獲得し、同校でエイドリアン・ボールト、ヤッシャ・ホーレンシュタイン、コリン・デイヴィス、ヴィレム・タウスキーの薫陶を受けた。1966年から1970年までロイヤル・バレエ団の一員に加わった。1967年にブザンソン国際指揮者コンクールで優勝、1970年にディミトリ・ミトロプーロス国際指揮者コンクールで2位を獲得した。1973年からパリ・オペラ・スタジオの指揮者を務め、1975年からハイファ交響楽団の音楽監督に転任して1978年までその任に当たった。1980年にはエドモントン交響楽団の首席指揮者とトレド交響楽団の音楽監督となり、エドモントン交響楽団には1982年まで、トレド交響楽団には1989年まで務めた。1995年から2001年まではラーナナ・シンフォニエッタの音楽監督を務めた。